# Raisa Andriana
Raisa Andriana (nacida el 6 de junio de 1990), conocida como Raisa, es un cantante de Indonesia. Antes de convertirse en solista, formó parte de una banda llamada Andante. Lanzó su primer álbum en 2011 bajo los sellos de Solid Records y Universal Music Indonesia. Su álbum ha sido producido por Asta Andoko, Ramadhan Handy y Adrian Ario Seto.

## Discografía

### Álbumes de estudio
| Título         | Detalles |
| -------------- | --- |
| Raisa          | - Lanzamiento: 25 de mayo de 2011 - Discográfica: Universal Music - Formatos: CD, descarga digital                     |
| Heart to Heart | - Lanzamiento: 27 de noviembre de 2013 - Discográfica: Universal Music, Solid Records - Formatos: CD, descarga digital |

### Sencillos
| Año  | Título                   | Álbum              |
| ---- | ------------------------ | ------------------ |
| 2011 | "Serba Salah"            | Raisa              |
| 2011 | "Apalah (Arti Menunggu)" | Raisa              |
| 2012 | "Could It Be"            | Raisa              |
| 2012 | "Melangkah"              | Raisa              |
| 2013 | "Terjebak Nostalgia"     | Raisa              |
| 2013 | "Bye Bye"                | Heart to Heart     |
| 2013 | "Pemeran Utama"          | Heart to Heart     |
| 2013 | "LDR"                    | Heart to Heart     |
| 2014 | "Teka - Teki"            | Heart to Heart     |
| 2014 | "Mantan Terindah"        | Heart to Heart     |
| 2015 | "Jatuh Hati"             | Sencillo sin álbum |